# Bernward Schmidt
Bernward Schmidt (* 1977 in Regensburg) ist ein deutscher römisch-katholischer Theologe und Kirchenhistoriker.

## Leben
Schmidt studierte von 1998 bis 2004 Katholische Theologie und Geschichte an den Universitäten Freiburg im Breisgau und Münster. Von 2004 bis 2011 war er wissenschaftlicher Mitarbeiter am Lehrstuhl für Mittlere und Neuere Kirchengeschichte der Katholisch-Theologischen Fakultät der Universität Münster bei Hubert Wolf, im Sommersemester 2011 war er dort als Akademischer Oberrat tätig.
2009 wurde Schmidt in Münster bei Hubert Wolf mit einer Arbeit über das gelehrte und theologische Umfeld der römischen Inquisition und Indexkongregation im 17./18. Jahrhundert zum Dr. theol. promoviert. Ab Oktober 2011 lehrte Schmidt als Juniorprofessor für Kirchengeschichte und europäische Identitätsbildung am Institut für Katholische Theologie der RWTH Aachen. Im Sommersemester 2016 vertrat er den Lehrstuhl für Mittlere und Neue Kirchengeschichte an der Katholischen Universität Eichstätt-Ingolstadt. Von Oktober 2016 bis Juli 2017 vertrat er den Lehrstuhl für Mittlere und Neuere Kirchengeschichte von Hubert Wolf an der Westfälischen Wilhelms-Universität Münster.
Seit Oktober 2018 ist er Inhaber des Lehrstuhls für Mittlere und Neue Kirchengeschichte an der Katholischen Universität Eichstätt-Ingolstadt.

## Schriften (Auswahl)
Als Autor:
- Herrschergesetz und Kirchenrecht. Die Collectio LIII titulorum. Studien und Edition. Kovac, Hamburg 2004, ISBN 3-8300-1637-9.
- Virtuelle Büchersäle. Lektüre und Zensur gelehrter Zeitschriften an der römischen Kurie. Schöningh, Paderborn 2009, ISBN 978-3-506-76864-3.
- mit Hubert Wolf: Benedikt XIV. und die Reform des Buchzensurverfahrens. Zur Geschichte und Rezeption von „Sollicita ac provida“. Schöningh, Paderborn 2011, ISBN 978-3-506-76756-1.
- Das Concilio Romano 1725. Anspruch und Symbolik einer päpstlichen Provinzialsynode. Rhema, Münster 2012, ISBN 978-3-86887-011-4.
- Die Konzilien und der Papst. Von Pisa (1409) bis zum Zweiten Vatikanischen Konzil (1962–1965). Herder, Freiburg 2013, ISBN 978-3-451-30636-5.
- Kirchengeschichte des Mittelalters. Wissenschaftliche Buchgesellschaft, Darmstadt 2017, ISBN 978-3-534-26891-7.
- Kleine Geschichte des Ersten Vatikanischen Konzils. Herder, Freiburg im Breisgau 2019, ISBN 978-3-451-38430-1.

Als Herausgeber:
- Ekklesiologische Alternativen? Monarchischer Papat und Formen kollegialer Kirchenleitung (15.–20. Jahrhundert). Rhema, Münster 2013, ISBN 978-3-86887-015-2.
- Kontinuitäten und Brüche. Trienter Konzil und Zweites Vatikanisches Konzil im Gespräch. Einhard, Aachen 2015, ISBN  978-3-943748-34-5.
- mit Jörg Voigt und Marco Sorace: Das Beginenwesen in Spätmittelalter und Früher Neuzeit. Kohlhammer, Stuttgart 2015,  ISBN  978-3-17-030946-3.